# VII Ufficio politico del Partito Comunista Cinese
Il VII Ufficio politico del Partito Comunista Cinese (中国共产党第七届中央局S, Zhōngguó Gòngchǎndǎng dìqī jiè zhōngyāng júP) fu l'organo dirigente del Partito Comunista Cinese eletto dal VII Comitato Centrale del Partito. Restò in carica dal 1945 al 1956.

## Componenti
- Mao Zedong, presidente del Comitato Centrale
- Zhu De, segretario del Comitato Centrale
- Liu Shaoqi, segretario del Comitato Centrale
- Zhou Enlai, segretario del Comitato Centrale
- Ren Bishi, segretario del Comitato Centrale
- Chen Yun
- Kang Sheng
- Gao Gang
- Peng Zhen
- Dong Biwu
- Lin Boqu
- Zhang Wentian
- Peng Dehuai